# Olios jaldaparaensis
Olios jaldaparaensis là một loài nhện trong họ Sparassidae.
Loài này thuộc chi Olios. Olios jaldaparaensis được Subhendu Sekhar Saha & Dinendra Raychaudhuri miêu tả năm 2007.